# Berezhany
Berezhany (em ucraniano:  Бережани, em polonês/polaco:  Brzeżany, em iídiche:  ברעזשאַן, em hebraico:  בּז'יז'אני/בּז'ז'ני) é uma cidade da Ucrânia, situada no Oblast de Ternopil. Tem 12 km² de área e sua população em 2020 foi estimada em 18.878 habitantes.

## História
Na década de 1370, era uma pequena aldeia que o governador da Galícia, Vladislaus II, doou para Vas'ko Teptukhovych. No século XIV, o vilarejo tornou-se propriedade da família Buchach e integrou a cidade de Sieniawa, na Polônia. Localizada na rota entre Lviv e Terebovlia, o vilarejo desenvolveu e cresceu economicamente, atraindo um grande número de imigrantes judeus, russianos e armênios.
No século XVII, a cidade foi atacada por tártaros e cossacos, resistindo até 1648, quando na Revolta de Khmelnitski, foi tomada pelos cossacos. Durante as guerras denominadas de "O Dilúvio", foi capturada pelos suecos e novamente saqueada. Na segunda metade do século XVII foi reconstruída e novamente atacado por cossacos em 1667 e 1672. Em 1675, foi sitiada, atacado e saqueada por forças do Império Otomano. O nobre Mikołaj Hieronim Sieniawski financiou a reconstrução da cidade e colocou-a em seus domínios. Com proteção de Sieniawski, a cidade voltou a crescer, contabilizando, na década de 1690, mais de 8.000 habitantes.
Após a primeira partilha (Partilhas da Polônia) de 1772, a cidade foi anexada a Áustria e voltou a ser uma cidade da Galícia (agora Reino da Galícia e Lodoméria). Com as mudanças do mapa europeu do século XIX, em 1867 a cidade tornou-se parte do Império Austro-Húngaro. Em 1900, Berezhany já possuía uma população de 10.610 habitantes.
Na Primeira Guerra Mundial foi ocupada pelo exército russo por um breve espaço de tempo. No final esta guerra, houve várias disputas administrativas associadas a dissolução do Império Áustria-Hungria, e também palco de batalhas, como na Guerra Polaco-Ucraniana ou envolvida na Batalha de Varsóvia.
No início da Segunda Guerra Mundial, após a invasão da Polônia, foi brevemente ocupada pela Alemanha Nazista, mas logo após foi anexada a União Soviética. Com a deflagração da Operação Barbarossa, novamente é ocupada pela Alemanha e anexada ao distrito da Galícia, no Governo Geral. No final deste conflito e com a derrota nazista, foi novamente anexada a União Soviética, fazenda parte da Ucrânia e ratificada em 1991, com o fim das Repúblicas Soviéticas.
É a cidade natal do matemático Edward Kofler e do pintor João Zaco Paraná.